# アカウキクサ
アカウキクサ (Azolla imbricata (Roxb. ex Griff.) Nakai) は、シダ植物門サンショウモ目アカウキクサ科に属する植物の一種。水生シダ類のひとつで、浮草になる水草である。
なお本種を含むアカウキクサ属の種を総称してアカウキクサということもある。

## 形態
茎は短く横向きに伸び、所々で分枝する。葉はごく小さくて、上下二つに分かれている。上側は掌をすぼめたような形をしており、茎に密生する。全体としてはヒノキの小枝を膨らましたような姿である。葉の表面には細かな毛が密生し、水を弾く。葉の内部には空洞があり、ここに藍藻類のアナベナの一種 (Anabaena azollae) を共生させている。下側の裂片は薄く、水中にある。水中には枝に沿って多数の根が垂れ下がる。
全体に緑色をしているが、赤みを帯びることがあり、特に秋の終わりに真っ赤に色づくのが、名前の由来である。

## 生殖
成長するにしたがって植物体がちぎれることによって、よく繁殖する。また、胞子を形成することによっても生殖する。
胞子は植物体の下面に形成される胞子嚢の中に作られる。水生シダ類の特徴として、シダ植物では珍しいが、胞子には大胞子と小胞子の二型がある。小胞子のうは球形の袋の内部に多数作られ、その中で減数分裂によって多数の小胞子が形成される。放出される時には多数の小胞子が集団となる。
大胞子は胞子のうの中に作られる。放出されると翌春に発芽して胞子の一部から前葉体が顔を出す。前葉体は発達が悪く、大胞子の一部から少し突き出た程度にしかならず、そこに造卵器を形成する。

## 分類
アカウキクサ科アカウキクサ属とする。シダ類の水草としてはデンジソウ、サンショウモがあり、いずれも胞子に大小がある点などの共通点もあるが、それ以外の形態は全く異なる。サンショウモは浮草になる点でも共通するが、やはり形態の差が大きい。しかし、この両者については同じ目として扱う説がある。

## 利害
かつては水田雑草として嫌われた。水面を覆いつくし、水温が上がらなくなるためである。しかし、除草剤に弱いためか、現在では被害がないどころか、絶滅危惧種になってしまった。他方、葉に共生する藍藻類が窒素固定能を持つため、緑肥として利用する地域もある。

## 近縁種

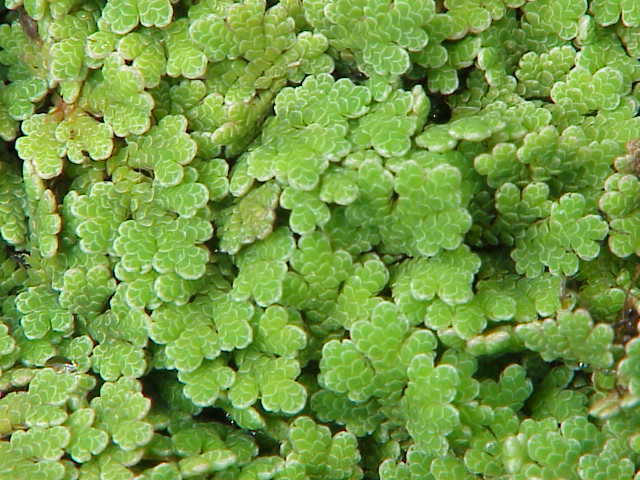
ニシノオオアカウキクサ

近縁種としてオオアカウキクサ (A. japonica Fr. et Sav.) が挙げられる。その他世界に6-7種が分布しているとされるが、分類はやや混乱しており、種の区分は不明確な部分がある。また、後述のように外来種が持ち込まれて繁殖しており、現在では実際に目にするのはそちらが多いと考えられる。
アイガモ農法において、そのままで生えてくる雑草だけでは餌が不足するため、アカウキクサ類を導入する場合がある。その際に、外来種のアカウキクサ類であるアメリカオオアカウキクサ（A. cristata、アゾラ・クリスタータ）や、アメリカオオアカウキクサとニシノオオアカウキクサ (A. filiculoides) の人工雑種であるアイオオアカウキクサなどが導入されていることがある。
このために現在の日本では、どれが本来のアカウキクサであるかわからない状態になっている場所が増えている。実際にはその多くが帰化種に置き換わっているものと考えられるが、両者の区別が難しいため問題が複雑になっている。さらにアカウキクサの近縁種同士で交雑が起こっていると見られており、更に現状を把握しづらい状態となっている。
その繁殖はため池や堀など、農耕にかかわりのない場所が多い。それまで見られなかった場所に僅かな個体が侵入して急増殖し、水面を真っ赤に染めることがある。また水面を覆ってしまうため、水質の悪化の原因となることも懸念される。2024年6月11日には、岡山県玉野市で、ため池に大量に繁殖していた「アカウキクサ」を赤い土と見間違えた小学1年生の女児が池に転落し、そのひ孫の女児を助けようとした男性80歳が溺死し、死亡事故につながっている。なお、女児は自力で岸にあがっている 2024年10月20日閲覧。